# Han Ye-ri
Han Ye-ri, née Kim Ye-ri le 23 décembre 1984, est une actrice sud-coréenne.

## Carrière
Han Ye-ri construit sa filmographie en jouant dans des courts métrages et des films indépendants,,. Elle attire l'attention dans le drama sportif As One (2012), pour lequel elle apprend le dialecte Hamgyŏng (en) pour le rôle de la joueuse de tennis de table nord-coréenne Yu Sun-bok. Elle joue ses premiers rôles principaux dans les thrillers d'action Commitment (2013) et Sea Fog : Les Clandestins (2014), et le film romantique Love Guide for Dumpees (en) (2015). Han Ye-ri joue également dans le film indépendant acclamé par la critique Worst Woman (en) (2016) de Kim Jong-kwan (en) ,,
Han Ye-ri travaille aussi pour la télévision avec des rôles dans le sageuk Six Flying Dragons (2015-2016) et le drama Hello, My Twenties! (2016).

## Filmographie

### Films
| Year | Title                         | Rôle            | Notes                                                   | Ref.   |
| ---- | ----------------------------- | --------------- | ------------------------------------------------------- | ------ |
| 2010 | Anyang, Paradise City         |                 |                                                         | [ 12 ] |
| 2011 | Nice Shorts! 2011             |                 | film à sketches (sketch « Hundred Years of Abduction ») | [ 13 ] |
| 2011 | Anyang, Paradise City         | Staff #1        |                                                         | [ 14 ] |
| 2011 | 49th Day                      | la petite sœur  | court métrage                                           |        |
| 2011 | The Physics Class             |                 | court métrage                                           |        |
| 2011 | Adventure                     | Seo-young       |                                                         | [ 15 ] |
| 2011 | Ordinary Days                 | Hyo-ri          | film à sketches (sketch « AMONG »)                      | [ 16 ] |
| 2012 | As One                        | Yu Sun-bok      |                                                         |        |
| 2013 | South Bound                   | Choi Min-joo    |                                                         | [ 17 ] |
| 2013 | Dear Dolphin                  | Cha-kyung       |                                                         | [ 18 ] |
| 2013 | The Spy: Undercover Operation | Baek Seol-hee   |                                                         | [ 19 ] |
| 2013 | Commitment                    | Hye-in          |                                                         |        |
| 2014 | Kundo: Age of the Rampant     | Gok-ji          |                                                         | [ 19 ] |
| 2014 | Haemoo                        | Hong-mae        |                                                         |        |
| 2014 | Phantoms of the Archive       |                 | Film à sketches (« A Hat's Journey »)                   | [ 20 ] |
| 2015 | Love Guide for Dumpees        | Jung Si-hoo     |                                                         |        |
| 2015 | Love and...                   | Granddaughter   |                                                         | [ 21 ] |
| 2016 | Worst Woman                   | Eun-hee         |                                                         |        |
| 2016 | The Hunt                      | Kim Yang-Soon   |                                                         | [ 22 ] |
| 2016 | A Quiet Dream                 | Ye-ri           |                                                         | [ 23 ] |
| 2017 | The Table                     | Eun-hee         |                                                         | [ 24 ] |
| 2018 | Illang : La Brigade des loups | Goo Mi-kyeong   |                                                         | [ 25 ] |
| 2018 | Champion                      | Soo-jin         |                                                         | [ 26 ] |
| 2018 | Ode to the Goose              | Chemist         | participation amicale                                   | [ 27 ] |
| 2020 | Secret Zoo                    | Min Chae-ryeong | participation amicale                                   |        |
| 2020 | Minari                        | Monica Yi       |                                                         | [ 28 ] |

### Séries télévisées
| Année | Titre                 | Rôle                       | Réseau      | Réf.   |
| ----- | --------------------- | -------------------------- | ----------- | ------ |
| 2010  | Road No. 1 (en)       | Jo In-sook                 | MBC         | [ 29 ] |
| 2013  | Yeon-woo's Summer     | Lee Yeon-woo               | KBS2        | [ 30 ] |
| 2015  | Imaginary Cat         | Bok-gil (voix)             | MBC Every 1 | [ 31 ] |
| 2015  | Six Flying Dragons    | Yoon-rang / Cheok Sa Gwang | SBS         | [ 32 ] |
| 2016  | Hello, My Twenties    | Yoon Jin-myung             | JTBC        | [ 33 ] |
| 2017  | Hello, My Twenties 2  | Yoon Jin-myung             | JTBC        | [ 33 ] |
| 2018  | Switch                | Oh Ha-ra                   | SBS         | [ 34 ] |
| 2019  | Nokdu Flower          | Song Ja-in                 | SBS         | [ 35 ] |
| 2020  | My Unifamiliar Family | Kim Eun-hee                | tvN         | [ 36 ] |

## Récompenses et nominations
Sauf indication contraire, les informations mentionnées dans cette section peuvent être confirmées par la base de données cinématographiques IMDb,  présente dans la section « Liens externes ».

### Récompenses
- 2019 : SBS Drama Award de la Meilleure actrice dans un drama mi-long pour Nokdukkot
- 2017 : University Film Festival of Korea Award de la Meilleure actrice pour Worst Woman
- 2017 : Busan Film Critics Association de la Meilleure actrice pour Chun-mong
- 2017 : Marie Claire Asian Star Award du Festival international du film de Busan
- 2016 : Baeksang Arts Award de la Meilleure nouvelle actrice pour Ko-ri-a
- 2016 : Jeonju Fim Festival Award de la Meilleure actrice
- 2013 : KBS Drama Award de la Meilleure actrice dans un drama special pour Deurama seupesyeol
- 2010 : Prix spécial du jury au Festival mise-en-scène du court-métrage de la Meilleure actrice

### Nominations
- 2019 : Prix du producteur au SBS Drama Awards pour Nokdukkot
- 2018 : SBS Drama Award de la Meilleure actrice dans un drama du mercredi-jeudi pour Seuwichi
- 2017 : Wildflower Fim Award de la Meilleure actrice pour Worst Woman
- 2015 : Max Movie Award de la Meilleure actrice dans un second rôle pour Haemoo
- 2015 : Chunsa Film Art Award de la Meilleure actrice dans un second rôle pour Haemoo
- 2015 : Bui Film Award de la Meilleure actrice dans un second rôle pour Haemoo
- 2014 : Grand Bell Award de la Meilleure actrice dans un second rôle pour Haemoo
- 2014 : Blue Dragon Award de la Meilleure actrice dans un second rôle pour Haemoo
- 2012 : Blue Dragon Award de la Meilleure nouvelle actrice pour Ko-ri-a